# ألونسو ألفاريز دي بينيدا
ألونسو ألفاريز دي بينيدا (بالإسبانية: Alonso Álvarez de Pineda)‏ هو عالم رسم الخرائط إسباني، ولد في 1494 في الدياكينتينيرا في إسبانيا، وتوفي في 1520 في المكسيك.